# Michel Leclerc (réalisateur)
Pour les articles homonymes, voir Michel Leclerc et Leclerc.
Michel Leclerc est un scénariste et réalisateur français, né le 24 avril 1965 à Bures-sur-Yvette.

## Biographie

### Chroniqueur télé et révélation au cinéma
Entre 1995 et 2000, il participe à l'aventure de Télé Bocal, tout en étant monteur pour des magazines de télévision, et chroniqueur pour C'est ouvert le samedi et Nulle part ailleurs sur Canal +, et dans Mon Kanar sur France 3.
Entre 1991 et 2002, il s'essaye aussi à la fiction, écrivant et réalisant plusieurs courts-métrages, notamment le primé Le Poteau rose (2002, 15 min). Il conclut cette décennie en passant à des productions plus exposées : il dévoile un documentaire de 90 min sur le réalisateur tchèque Jan Švankmajer, mais officie aussi comme scénariste sur 20 épisodes de Âge sensible, sitcom centrée sur des étudiants vivant en colocation.
Il passe au long-métrage en 2006, avec un casting de choix : la comédie J'invente rien, menée par le tandem Kad Merad / Elsa Zylberstein, secondé par Claude Brasseur et Patrick Chesnais. La même année, il finalise le scénario de la comédie dramatique La Tête de maman, de Carine Tardieu, qui sortira l'année d'après.
Mais c'est en 2010, avec son second film en tant que scénariste-réalisateur, qu'il connait son plus grand succès critique et commercial. En partie autobiographique, Le Nom des gens lui vaut, avec sa partenaire et coscénariste Baya Kasmi, le César du meilleur scénario original à la 36e cérémonie des César en 2011. La comédienne principale, Sara Forestier, obtient quant à elle le César de la meilleure actrice.

### Scénariste/réalisateur à succès
Il continue à explorer cette veine personnelle pour son troisième film. Télé Gaucho lui permet de revenir à ses débuts à l'émission éponyme. Sorti en 2012, le film a cette fois pour acteur principal Félix Moati, qui décrochera une nomination aux Césars. S'il dirige de nouveau Sara Forestier, d'autres acteurs y évoluent : Éric Elmosnino, Maïwenn et Emmanuelle Béart.
L'année suivante, il revient à la télévision pour un projet très suivi : il est en effet nommé responsable créatif de la saison 7 de la populaire série familiale Fais pas ci, fais pas ça, aux côtés de la scénariste Cathy Verney. Il coécrit et réalise les premier (tourné en partie en Guadeloupe) et troisième épisode. Cette saison est nommée aux International Emmy Awards en 2015.
Il repart au cinéma dans la foulée : en 2015, sort son quatrième long-métrage, la comédie dramatique La Vie très privée de Monsieur Sim. Il co-signe le scénario avec Baya Kasmi et dirige Jean-Pierre Bacri, interprète du rôle-titre, qui décroche une nomination aux Césars.
La même année, il est aussi coscénariste du premier long-métrage de Baya Kasmi, Je suis à vous tout de suite.
En 2016, il revient à Fais pas ci, fais pas ça pour sa dernière saison. Il écrit et réalise les deux derniers épisodes de la série. Le tournage s'achève en septembre, et la diffusion annoncée pour février 2017.
En 2019, il réalise La Lutte des classes, coécrit avec Baya Kasmi, avec Édouard Baer et Leïla Bekhti dans les rôles principaux.
En 2020, il réalise l'épisode spécial Noël de Fais pas ci, fais pas ça, intitulé Y aura-t-il Noël à Noël ?, coécrit avec Nour Ben Salem.
En 2021, il réalise également un documentaire sur Yvonne et Roger Hagnauer, Pingouin et Goéland et leurs 500 petits, dont la sortie est prévue en novembre 2021.
En 2021, il écrit et réalise son septième long métrage, Les Goûts et les Couleurs, avec Rebecca Marder, Félix Moati et Judith Chemla ; la sortie est prévue en 2022.
Depuis 2001, il est également auteur-compositeur-interprète d'une centaine de chansons (dont une pour Jane Birkin), dans le groupe musical Minaro, puis dans le duo qu'il forme avec sa compagne Baya Kasmi. De nombreuses chansons apparaissent dans ses films.

### Vie privée
Il est le compagnon de la scénariste Baya Kasmi. Il a trois enfants[réf. nécessaire].

## Filmographie
Sauf indication contraire, les informations mentionnées dans cette section peuvent être confirmées par les bases de données cinématographiques IMDb et Allociné,  présentes dans la section « Liens externes ».

### Comme réalisateur

#### Cinéma
- 1991 : Le Test Robert (court métrage)
- 1993 : Le Mal en patience (court métrage)
- 1995 : Hélène et Lulu (court métrage)
- 1996 : Le Tutu (court métrage)
- 1998 : Ho la la la la ! (court métrage)[réf. nécessaire]
- 1999 : Facture détaillée (court métrage)
- 2002 : Le Poteau rose (court métrage)
- 2006 : J'invente rien
- 2010 : Le Nom des gens
- 2012 : Télé Gaucho
- 2015 : La Vie très privée de monsieur Sim
- 2019 : La Lutte des classes
- 2020 : Pingouin et Goéland et leurs 500 petits (documentaire)
- 2022 : Les Goûts et les Couleurs
- 2025 : Le Mélange des genres

#### Télévision
- 2014 : Fais pas ci, fais pas ça (série télévisée), plusieurs épisodes de la septième saison
- 2016 : Fais pas ci, fais pas ça (série télévisée), épisodes 5 et 6 de la neuvième saison
- 2020 : Fais pas ci, fais pas ça, épisode spécial Y aura-t-il Noël à Noël ? (hors saison)
- 2023 : Le Premier venu

### Comme scénariste

#### Cinéma
- 2002 : Le Poteau rose (court métrage) de lui-même
- 2006 : J'invente rien de lui-même
- 2007 : La Tête de maman de Carine Tardieu
- 2010 : Le Nom des gens de lui-même
- 2012 : Télé Gaucho de lui-même
- 2015 : La Vie très privée de Monsieur Sim de lui-même
- 2015 : Je suis à vous tout de suite de Baya Kasmi
- 2015 : Les Chaises musicales de Marie Belhomme
- 2017 : Ôtez-moi d'un doute de Carine Tardieu
- 2019 : La Lutte des classes de lui-même
- 2022 : Les Goûts et les Couleurs de lui-même
- 2023 : Youssef Salem a du succès de Baya Kasmi
- 2025 : Le Mélange des genres de lui-même

#### Télévision
- 2002 : Âge sensible (série télévisée), création / 20 épisodes
- 2014 : Fais pas ci, fais pas ça (série télévisée), plusieurs épisodes de la septième saison
- 2016 : Fais pas ci, fais pas ça (série télévisée), épisodes 5 et 6 de la neuvième saison
- 2019 : Le Grand Bazar (série télévisée), création / plusieurs épisodes

### Comme acteur

#### Cinéma
- 1998 : Les Astres (court métrage) de Laurent Firode
- 2015 : Je suis à vous tout de suite de Baya Kasmi : le client de l'épicerie au parcmètre
- 2019 : La Lutte des classes de lui-même : le médecin
- 2021 : Les Fantasmes de David Foenkinos et Stéphane Foenkinos : le père de Timothée

#### Télévision
- 2019 : Le Grand Bazar (série télévisée), épisode Changement de régime de Baya Kasmi : le client aux rollers

### Autres
- 2002 : Le Poteau rose (court métrage) de lui-même - directeur de la photographie, monteur, ingénieur du son et compositeur
- 2015 : Je suis à vous tout de suite de Baya Kasmi - auteur-compositeur de la chanson Je suis à vous tout de suite

## Distinctions

### Récompenses
- Festival international du court métrage de Clermont-Ferrand 2002 : mention spécial du jury, compétition nationale, pour Le Poteau rose
- César 2011 : César du meilleur scénario original pour Le Nom des gens

### Nominations
- César 2011 : César du meilleur film pour Le Nom des gens
- Globes de cristal 2011 : meilleur film pour Le Nom des gens
- Prix de l'Association des critiques de séries 2015 : meilleure écriture pour Fais pas ci, fais pas ça